# Gladiator II
Gladiator II ist ein britisch-US-amerikanischer Monumentalfilm von Regisseur Ridley Scott, der am 14. November 2024 in die deutschen und acht Tage später in die US-amerikanischen Kinos kam. Es handelt sich um eine Fortsetzung zu Gladiator (2000), in der Paul Mescal als Lucius Verus Aurelius zu sehen ist. Nebenrollen übernahmen Denzel Washington, Connie Nielsen, Pedro Pascal, Fred Hechinger und Joseph Quinn.

## Handlung
16 Jahre nach dem Tod von Marcus Aurelius hat sich sein Traum von einem gerechten Rom ins Gegenteil verkehrt. Die Herrschaft der neuen Kaiser – die Brüder Caracalla und Geta – ist von Tyrannei, Korruption und Machthunger geprägt. Der römische Tribun Acacius wird daher mit der Eroberung der letzten freien Stadt in Numidien beauftragt. Bei der Schlacht an der Stadtmauer muss sich Acacius dem numidischen General Hanno stellen, nicht wissend, dass es sich dabei um Lucius handelt. Dieser ist der Sohn seiner Ehefrau Lucilla, der Tochter des ehemaligen Kaisers Mark Aurel. Nach dem Tod ihres Bruders Commodus wurde Lucius als Kind von seiner Mutter fortgeschickt, um als rechtmäßiger Thronerbe Roms in Sicherheit aufwachsen zu können.
In der Schlacht wird Lucius’ Ehefrau Arishat tödlich verwundet, ehe die von Acacius angeführten römischen Truppen die Stadt einnehmen können. Lucius selbst wird zum Kriegsgefangenen und in Anzio an den Sklavenhändler Macrinus verkauft, der einen Sitz im Senat von Rom anstrebt. Macrinus, ehemaliger Sklave von Marcus Aurelius, der nun auf Vergeltung aus ist, bildet Lucius zum Gladiatoren aus und ermöglicht ihm so die Teilnahme an mehrtägigen Spielen, die anlässlich des Sieges von Acacius im Kolosseum abgehalten werden. Lucius möchte die Gladiatorenkämpfe zur Rache an Acacius nutzen, wird aber schon am ersten Tag von seiner Mutter Lucilla erkannt. Diese strebt mit ihrem Ehemann Acacius und seinen Truppen insgeheim die Ermordung der beiden Kaiser an, um die Tyrannei zu beenden und den von Gracchus geführten Senat wieder zu stärken.
Macrinus, der über gute Kontakte zum einflussreichen Senator Thraex verfügt, erfährt von den Umsturzplänen Lucillas und Acacius’. Um seine eigene Position in Rom zu stärken, berichtet er den Kaisern vom bevorstehenden Verrat und wird so zu einem engen Vertrauten der Brüder. Acacius wird zur Strafe in die Gladiatorenarena geschickt und muss gegen den bislang ungeschlagenen Lucius antreten. Als er sich geschlagen gibt, um den Sohn seiner Ehefrau nicht zu verletzen, sieht auch Lucius von seiner Rache ab. Auf Befehl von Kaiser Geta wird Acacius dennoch mit Pfeilen erschossen, was Tumulte in der römischen Bevölkerung auslöst. Macrinus nutzt diese politische Unruhe für sich und überzeugt Caracalla davon, dessen eigenen Bruder zu ermorden, um als alleiniger Kaiser über Rom zu herrschen. Caracalla ernennt später seinen Lieblingsaffen Dondos zum ersten und Macrinus zum zweiten Konsul Roms. Er gibt diesem die Befehlsgewalt über die Prätorianergarde.
Auch Lucius möchte Rom nun von der Schreckensherrschaft befreien. Er beauftragt den befreundeten Gladiatorenarzt Ravi, die in Ostia stationierten Truppen Acacius’ von seiner wahren Identität in Kenntnis zu setzen und sie so nach Rom zu holen, um die Stadt einzunehmen. Am letzten Tag der Gladiatorenspiele muss er selbst in der Arena das Leben seiner Mutter Lucilla verteidigen, die als Strafe für ihren Verrat den Prätorianern ausgeliefert werden soll. Lucius provoziert einen Gefangenenaufstand und nimmt mit anderen Gladiatoren das Kolosseum ein, muss aber wenig später mitansehen, wie seine Mutter dennoch durch einen Pfeil getötet wird. Der Schütze entpuppt sich als Macrinus, der kurz zuvor auch Caracalla ermordet und so die Herrschaft über Rom übernimmt.
Macrinus führt seine Prätorianergarde vor die Tore Roms, um der Armee von Acacius entgegenzutreten. Es kommt zu einem Zweikampf mit Lucius, der den Sklavenhändler vor den Augen beider Truppen tötet. Im Anschluss appelliert er an den Traum, den Marcus Aurelius für ein gerechtes Rom hegte, und kann so eine Konfrontation zwischen beiden Armeen abwenden.

## Produktion

### Ursprüngliche Pläne
Der Monumentalfilm Gladiator von Regisseur Ridley Scott konnte weltweit über 460 Millionen US-Dollar einspielen und wurde im Rahmen der Oscarverleihung 2001 unter anderem als Bester Film ausgezeichnet. Daraufhin bestätigte Produzent Douglas Wick im Juni 2001, dass es erste Gespräche über einen weiteren Film gebe, man aber auf die richtige Geschichte warten und nicht nur des Geldes wegen handeln wolle. Zur Debatte standen ursprünglich neben einem Prequel auch eine direkte Fortsetzung, in der Russell Crowe seine oscarprämierte Rolle des Gladiators Maximus wiederaufnehmen sollte. David Franzoni, einer der Drehbuchautoren des Vorgängerfilms, stand in frühen Verhandlungen über seine erneute Beteiligung, während eine Rückkehr von Regisseur Ridley Scott zu diesem Zeitpunkt noch fraglich schien.
Ende 2002 wurden Fortsetzungspläne seitens DreamWorks und Universal konkreter, als John Logan offiziell als Drehbuchautor engagiert wurde, während Franzoni dem Filmprojekt weiterhin als Produzent erhalten blieb. Die Handlung sollte 15 Jahre nach den Ereignissen aus Gladiator spielen und sich um den mittlerweile erwachsenen Prinzen Lucius Verus drehen, der sich als letzter Nachfahre von Marcus Aurelius in einem zunehmend faschistischen Rom wiederfindet. Die Suche nach der Identität seines leiblichen Vaters sollte auch einen Auftritt von Russell Crowe ermöglichen, während die Produzenten ebenso eine Rückkehr von Regisseur Ridley Scott anstrebten. Dieser gab im September 2003 bekannt, dass das Drehbuch fertiggestellt sei und man einen zeitnahen Produktionsstart anpeile. Crowe würde entgegen den ursprünglichen Berichten hingegen nicht auftreten, da die nächste Generation im Zentrum der Geschichte stehe. Die Fortsetzung würde dabei verstärkt von Politik und Prätorianern handeln, weshalb auch ein neuer Filmtitel gefunden werden müsse.
Da es in den 2000er Jahren zu keiner Umsetzung dieser Pläne kam, beauftragte Hauptdarsteller Russell Crowe im Jahr 2009 den Musiker Nick Cave, selbst ein Drehbuch für eine Fortsetzung mit Maximus zu schreiben. Dessen Skript Christ Killer sah vor, dass Maximus nach seinem Tod von den römischen Göttern als unsterbliches Wesen auf die Erde zurückgeschickt wird, um den aufstrebenden Jesus Christus und dessen Anhänger zu töten. Der Gladiator sollte dabei mit seinem noch lebenden Sohn wiedervereinigt werden und später in zahlreichen Kriegen der Geschichte als Kriegstreiber inkarniert werden. Eine Umsetzung soll unter anderem daran gescheitert sein, dass Crowe diese Idee nicht gemocht habe.

### Stab und Besetzung

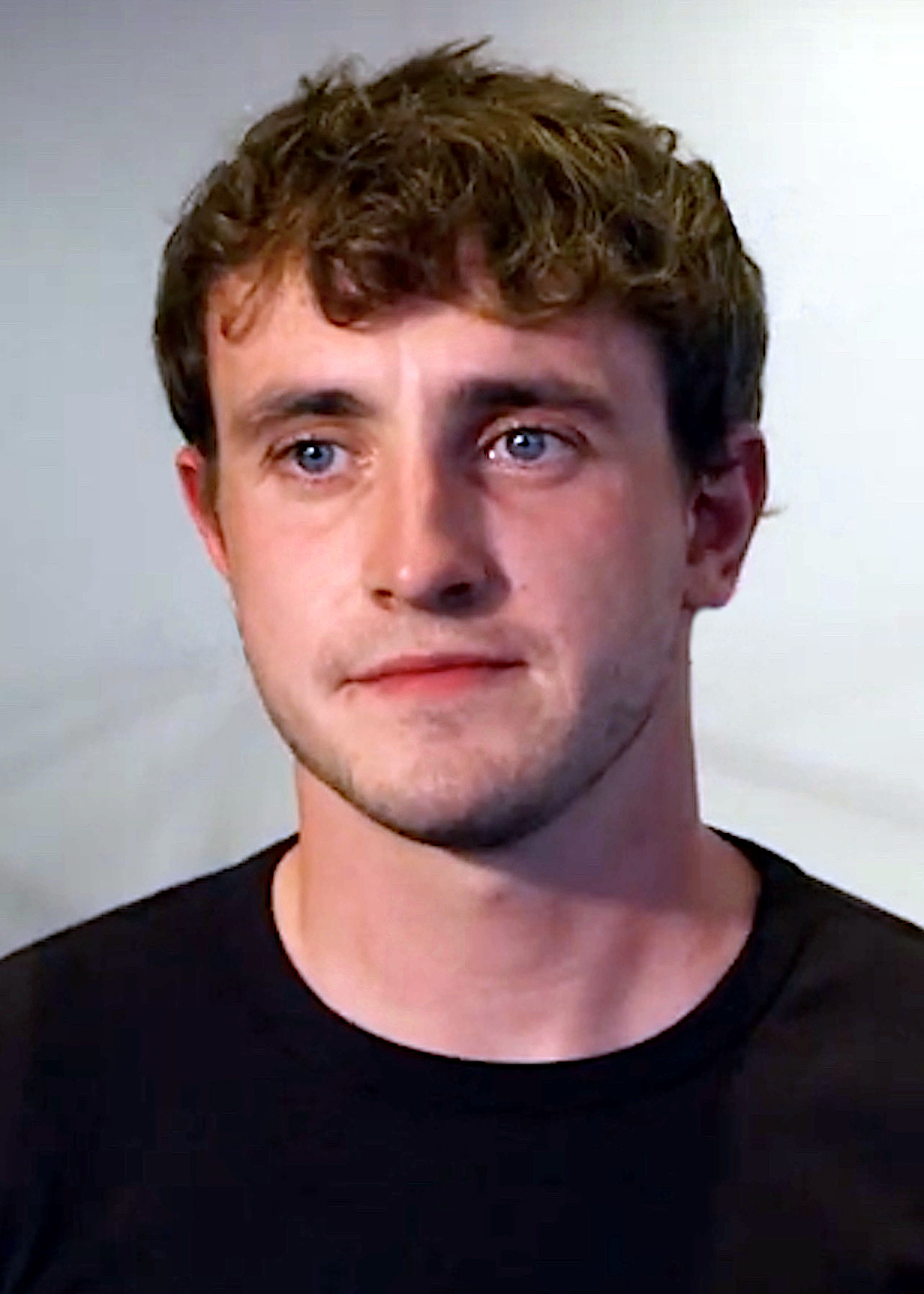
Paul Mescal spielt die Hauptrolle Lucius Verus.

Nach über einem Jahrzehnt bekräftigte Regisseur Ridley Scott im Jahr 2017 Pläne für eine Fortsetzung mit Hauptdarsteller Russell Crowe, falls dieser Interesse an einer Rückkehr hätte. Im Folgejahr engagierte Paramount den Drehbuchautor Peter Craig, der die bereits ursprünglich um Lucius Verus zentrierte Geschichte weiter ausarbeiten sollte. Regisseur Ridley Scott wandte sich im Anschluss allerdings zunächst anderen Projekten zu und verkündete erst Ende 2021, dass die Fortsetzung zu Gladiator sein nächster Film werden würde, woraufhin David Scarpa im November 2022 den finalen Drehbuchentwurf fertigstellte. Scott fungierte daneben gemeinsam mit Douglas Wick, Michael Pruss und Lucy Fisher auch als Produzent.
Nachdem Darsteller wie Timothée Chalamet und Miles Teller von Regisseur Ridley Scott für die Hauptrolle in Erwägung gezogen wurden, wurde Lucius Verus Anfang 2023 schließlich mit dem Iren Paul Mescal besetzt, dessen Darbietung in der Fernsehserie Normal People für Scott den Ausschlag gegeben hatte. Mescal ersetzte damit Spencer Treat Clark aus dem Originalfilm und trainierte sich in Vorbereitung auf die Dreharbeiten mehrere Kilogramm Muskelmasse an. Daneben zählten Connie Nielsen als Lucilla und Derek Jacobi als Senator Gracchus zu den wiederkehrenden Darstellern aus dem Originalfilm, während eine Rückkehr von Djimon Hounsou zwar geplant gewesen, „umständebedingt“ aber nicht zustande gekommen sei.
Die Rollen der beiden Kaiser Caracalla und Geta wurden zunächst mit Barry Keoghan und Joseph Quinn besetzt, ehe Keoghan das Filmprojekt aufgrund von Terminkonflikten verlassen musste und durch Fred Hechinger ersetzt wurde. Als weitere Nebendarsteller wurden Denzel Washington als Sklavenhändler Macrinus, Pedro Pascal als römischer General Acacius, Lior Raz, Peter Mensah, Matt Lucas, Alexander Karim, Rory McCann und Alec Utgoff verpflichtet. Die Rolle der Schauspielerin May Calamawy wurde hingegen fast gänzlich aus dem Film geschnitten, um die zunächst fast vierstündige Laufzeit zu reduzieren.
Wie bereits beim Vorgängerfilm waren Janty Yates als Kostümbildnerin und Arthur Max als Szenenbildner tätig. Die Filmmusik komponierte Harry Gregson-Williams, der zuvor jahrelang der Protegé des Gladiator-Komponisten Hans Zimmer war. Zimmer erklärte, nicht für den Film zu komponieren, mit den Worten: „Ich habe mich in der Welt [von Gladiator] schon einmal ausgetobt. Ich denke, dass ich das gut hinbekommen habe. Und was mir jetzt nur passieren könnte, wäre: Entweder ich wiederhole mich selbst, was ich nicht machen will, oder ich werde von Kritikern zerrissen, die mir vorwerfen, dass ich es nicht so gut wie bei Teil 1 hinbekommen habe.“

### Dreharbeiten und Effekte
Die Filmaufnahmen begannen Anfang Juni 2023 in Marokko, wo nahe der Stadt Ouarzazate ein Amphitheater aus Holz errichtet wurde. Als Kameramann fungierte John Mathieson, der mit einer Digitalkamera von ARRI drehte. Weitere Filmaufnahmen erfolgten in Malta und im Vereinigten Königreich, ehe die Dreharbeiten im Zuge des Streiks der Schauspieler-Gewerkschaft SAG-AFTRA Mitte Juli unterbrochen wurden. Zu diesem Zeitpunkt waren rund 90 Minuten des Films abgedreht, die während der Zwangspause editiert wurden. Regisseur Ridley Scott nutzte die Unterbrechung außerdem dafür, in Malta Massenszenen mit zahlreichen Statisten zu drehen. Nach Ende des Streiks wurden die Filmaufnahmen Anfang Dezember 2023 fortgesetzt und im Folgemonat abgeschlossen. Weitere Nachdrehs fanden im Juni 2024 in den South Downs in Sussex statt.
Der zentrale Schauplatzes des Kolosseums wurde in Teilen im maltesischen Kalkara mit einer etwa 400 Meter langen und 14 Meter hohen Kulisse nachgebaut und in der Postproduktion noch einmal digital vergrößert. Daneben griff die Produktion auch auf ältere Filmsets aus früheren Regiearbeiten von Ridley Scott wie etwa Königreich der Himmel zurück. Ein Großteil der Schlachten mit auf hydraulischen Plattformen befestigen und bis zu 20 Meter langen Booten wurden dabei tatsächlich auf Sand gedreht; nur ein Bruchteil ebendieser Szenen entstand in einem der größten Wassertanks Europas. Für die visuellen Effekte war Industrial Light & Magic verantwortlich, die in der Postproduktion unter anderem das Wasser im Kolosseum digital hinzufügten. Auch Tiere wie ein Nashorn, für das am Filmset eine lebensgroße Animatronic genutzt wurde, Affen oder Haie wurden nachträglich animiert.
Die Produktion wurde von mehreren Zwischenfällen begleitet. So erlitten nur wenige Tage nach Drehbeginn sechs Crewmitglieder bei einem geplanten Stunt Verbrennungen, die zwar nicht lebensbedrohlich waren, aber zum Teil im Krankenhaus behandelt werden mussten. Außerdem kritisierte die Tierrechtsorganisation PETA im Juli 2023 den Missbrauch von Pferden und Affen am Filmset, was von Verantwortlichen jedoch zurückgewiesen wurde. Nicht zuletzt auch durch den Streik, der insgesamt Mehrkosten von rund 10 Millionen US-Dollar verursachte, soll sich das Budget des 49-tägigen Drehs von ursprünglich angesetzten 165 Millionen US-Dollar auf eine Summe zwischen 250 und 310 Millionen US-Dollar erhöht haben. Von der maltesischen Regierung erhielt das Filmprojekt eine Produktionskostenerstattung in Höhe von rund 47 Millionen Euro – die höchsten jemals innerhalb der EU vergebenen finanziellen Zuschüsse für eine Filmproduktion.

### Veröffentlichung
Ein erster Trailer wurde im April 2024 exklusiv auf der CinemaCon vorgestellt und am 9. Juli 2024 auch im Internet veröffentlicht; ein zweiter folgte am 23. September 2024. Internationale Premieren erfolgten am 5. November 2024 im Rahmen des Tokyo International Film Festivals und acht Tage später als Royal Film Performance in London. Im Anschluss kam Gladiator II am 14. November in die deutschen und acht Tage später in die US-amerikanischen Kinos. Bereits am 24. Dezember 2024 erschien der Film digital auch fürs Heimkino.

## Synchronisation
Die deutschsprachige Synchronisation entstand nach einem Dialogbuch von Matthias von Stegmann und unter der Dialogregie von Axel Malzacher bei Interopa Film.
| Rolle                         | Darsteller        | Synchronsprecher          |
| ----------------------------- | ----------------- | ------------------------- |
| Lucius Verus Aurelius / Hanno | Paul Mescal       | Julian Tennstedt          |
| Macrinus                      | Denzel Washington | Sven Brieger              |
| Lucilla                       | Connie Nielsen    | Madeleine Stolze          |
| Tribun Justus Acacius         | Pedro Pascal      | Sascha Rotermund          |
| Kaiser Caracalla              | Fred Hechinger    | Patrick Baehr             |
| Kaiser Geta                   | Joseph Quinn      | Constantin von Jascheroff |
| Senator Thraex                | Tim McInnerny     | Stefan Staudinger         |
| Senator Gracchus              | Derek Jacobi      | Friedhelm Ptok            |
| Ravi                          | Alexander Karim   | Tobias Schmidt            |
| Viggo                         | Lior Raz          | Matti Klemm               |
| General Tegula                | Rory McCann       | Thomas Albus              |
| Jugurtha                      | Peter Mensah      | Michael Ojake             |
| Tribun Darius Sextus          | Alec Utgoff       | Jonas Lauenstein          |
| Zeremonienmeister             | Matt Lucas        | Oliver Kalkofe            |

## Rezeption

### Altersfreigabe
In den Vereinigten Staaten erhielt Gladiator II von der MPA aufgrund der stark blutigen Gewalt ein R-Rating. In Deutschland vergab die FSK eine äquivalente Freigabe ab 16 Jahren. In der Freigabebegründung heißt es, die epische Geschichte werde mit einigen Rückblenden zu den Ereignissen des ersten Gladiator-Films und in monumentalen Bildern erzählt. Gut und Böse seien dabei stets klar unterscheidbar und der Held werde als ebenso unbesiegbar wie moralisch integer porträtiert. Die zahlreichen Kampfszenen seien wuchtig ins Bild gesetzt und würden immer wieder deutlich und in Nahaufnahme gezeigte, oft blutige Gewaltdarstellungen aufweisen. Sowohl ruhigere Dialogszenen als auch das historische Setting und die oft überhöhte Inszenierung würden jedoch die Distanzierung vom Geschehen erleichtern.

### Kritiken

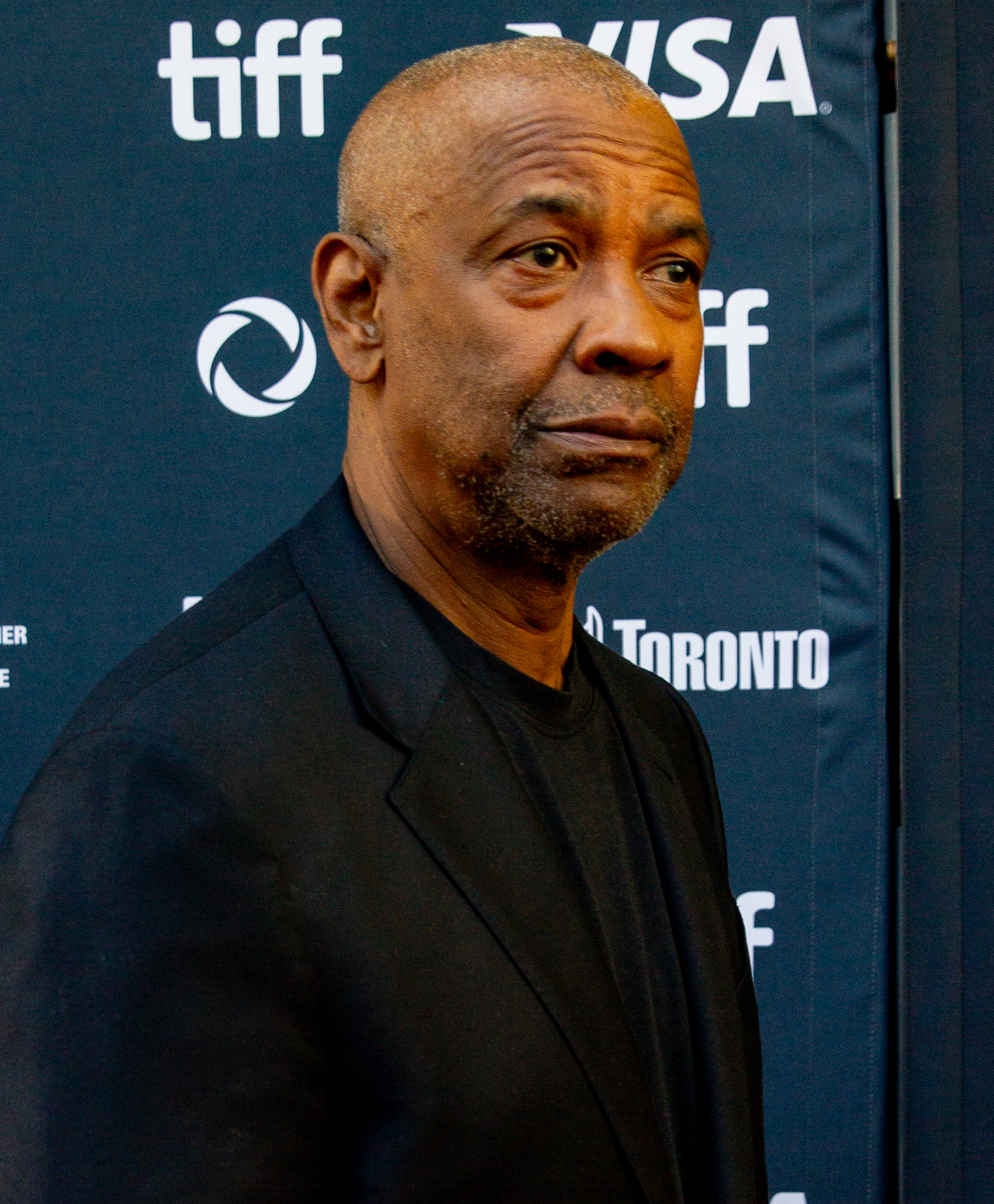
Denzel Washingtons Darbietung wurde mehrheitlich positiv hervorgehoben.

Erste Kritikerstimmen zeigten sich überaus begeistert und bezeichneten Gladiator II als einen der besten Filme von Ridley Scott seit Jahren. Die Fortsetzung komme dabei vielleicht nicht ganz an die Großartigkeit des Vorgängerfilms heran, erweise sich aber definitiv als würdiges Erbe. Positiv wurden insbesondere das epische, blutige Actionspektakel und die Darbietungen der gesamten Darstellerriege hervorgehoben. Hauptdarsteller Paul Mescal glänze und führe den Film mit Bravour an; auch die schauspielerische Leistung Denzel Washingtons wurde überschwänglich gelobt. Vereinzelte Kritik erfuhr hingegen die teilweise zu einfache Geschichte, der es mitunter an Fokus und emotionaler Tiefe fehle.
Gladiator II konnte 71 % der 391 bei Rotten Tomatoes gelisteten Kritiker überzeugen und erhielt dabei eine durchschnittliche Bewertung von 6,6 Punkten. Als Fazit zieht die Seite, die Action-Extravaganz knüpfe zwar an den Vorgängerfilm an und steigere auch das Blutvergießen, bekomme seine Ehre und Stärke aber vor allem durch die einnehmende Darbietung von Denzel Washington. Bei Metacritic erhielt der Film basierend auf 62 Rezensionen einen Metascore von 64 Punkten.
In einer positiven Filmbesprechung urteilt David Rooney vom Hollywood Reporter, dass sich nur noch wenige zeitgenössische Regisseure wie Ridley Scott an Werke eines solchen Ausmaßes wagen würden. In Bezug auf das brutale Spektakel und die kraftvollen Kulissen biete Gladiator II alles, was sich Fans des Originalfilms erhofft hätten, auch wenn die unterhaltsame Fortsetzung zu oft einen Déjà-vu-Charakter habe. So sei Gladiator II oftmals eher ein Remake und spiegele Figuren des Originalfilms einfach, trete aus diesem Schatten aber heraus, wenn Denzel Washington mit seiner hinreißenden Darbietung auf der Leinwand zu sehen sei. Während er seiner Rolle ein so blendendes Charisma mit stählerner Autorität und verschmitztem Humor verleihen könne, wirke die Darstellung von Hauptdarsteller Paul Mescal aufgrund seiner begrenzten emotionalen Bandbreite manchmal etwas flach. Schuld daran sei aber vor allem das von David Scarpa verfasste Drehbuch, das die Erzählung zu oft durch träges Schreiben behindere und Mescal nicht viel zum Spielen gebe. Dennoch komme es letztendlich zu einem mitreißenden letzten Akt, in dem Regisseur Ridley Scott abermals der Effekthascherei den Vorzug vor historischer Genauigkeit gebe, dabei aber durchaus eindrucksvolle Bilder erschaffe, die im Gedächtnis bleiben würden.
Etwas kritischere Worte findet Owen Gleiberman von Variety, der Gladiator II als solides, aber alles andere als großartige Sequel bezeichnet. Beim Film handle es sich um neoklassisches Popcornkino, das gerade unterhaltsam genug sei, um seine Existenz zu rechtfertigen. Durch seinen Eskapismus hebe sich Gladiator II dabei vom herkömmlichen Blockbustermarkt ab und erschaffe ein brauchbares Epos über brutale Kriegsführung, sei letztendlich aber nur ein Schatten des Originalfilms. Dazu trage auch Hauptdarsteller Paul Mescal bei, der nicht annähernd die elementare männliche Gravitas wie einst Russell Crowe besitze.
Enttäuscht zeigt sich auch Kevin Maher von der Times, für den Gladiator II als triste Fortsetzung kaum unterhalten könne. Ursächlich dafür sei vor allem das zusammengewürfelte Drehbuch von David Scarpa, dem es an einer substanziellen Geschichte und treibenden Ideen fehlen würde. Stattdessen bekomme der Zuschauer halbfertige Figuren, unterentwickelte Handlungsstränge und erschreckend langweilige Dialoge präsentiert. Hauptdarsteller Paul Mescal versuche dabei vergeblich, seiner Figur irgendwie Leben einzuhauchen, doch Lucius erweise sich als so langweilig, dass der Film ihn auf halber Strecke aufgebe und sich stattdessen auf Macrinus fokussiere. Auch die von Joseph Quinn und Fred Hechinger verkörperten Bösewichte würden sich als Enttäuschung erweisen und Pedro Pascal an eine Nicht-Rolle vergeudet werde, während einzig Denzel Washington etwas Schwung in den Film bringen würde. Dennoch erweise sich das Ergebnis letztendlich als deprimierendes B-Movie, da selbst die Kampfszenen nach anfänglichem Spektakel zu sich wiederholende Schlachten mit marvel-artigen CGI-Figuren verkommen würden.
Auch von der deutschsprachigen Presse wurde Gladiator II überwiegend negativ aufgenommen. So bezeichnet Matthias Heine das Werk als „einen schauderhaft schiefgegangenen Film“ und eine „dummdreiste Kopie“. Für Lukas Foerster vom Filmdienst sei in Gladiator II „alles mindestens eine halbe Nummer kleiner geraten“, auch weil diese Art von „optimistisch-hedonistischem Blockbusterkino“ inzwischen „Patina angesetzt“ habe. Politisch an die Gegenwart anschlussfähig sei am ehesten die Figur des von Denzel Washington gespielten Gladiatoren-Besitzers Macrinus, der sich als „Post-Truth-Politrabauke“ als Donald-Trump-Wiedergänger deuten ließe. Andreas Kilb betitelte seine Rezension in Anspielung auf den Titel des historischen Romans von Felix Dahn mit „Ein Krampf um Rom“. Laut Daniel Kothenschulte hinterlasse „[k]aum eine Figur […] einen bleibenden Eindruck“ und am Ende seien es „wohl die digitalen Tiere, die in Erinnerung blieben“, nämlich Affen, „die so gruselig aussehen, als habe man sie mit der ‚Jurassic Park‘-Software programmiert“, „ein berittenes Nashorn und hungrige Haifische in den Wasserkämpfen“. Margarete Ohly-Wüst dagegen urteilt auf Weltexpresso, dass der Film im direkten Vergleich „nicht die emotionale Tiefe seines Vorgängers“ erreiche, aber für sich genommen „wunderbar gelungen“ sei; die Darsteller spielten „ihre Rollen hervorragend“, die Actionszenen seien „absolut sehenswert“ und die emotionalen Sequenzen fielen nicht ab. Natürlich sei der Film ebenso wenig wie sein Vorgänger „eine Dokumentation über Kaiser und Gladiatoren im Römischen Reich zwischen 180 und 217 n. Chr.“, sondern „ein Historienfilm, der [...] unterhalten wolle“.

### Historische Genauigkeit
Zur im Film dargestellten Zeit waren die historischen Personen Caracalla und Geta erst Kinder von neun bis zehn Jahren. Ihr Vater Septimius Severus herrschte im Jahr 200 n. Chr. noch bis zu seinem Tod für weitere elf Jahre über Rom. Die historische Lucilla wurde 181 oder 182 n. Chr. hingerichtet, fast zwei Jahrzehnte vor den im Film gezeigten Ereignissen. Macrinus hingegen wurde erst 217 römischer Kaiser. Er war in die Verschwörung verwickelt, der Caracalla zum Opfer gefallen war, tötete diesen jedoch nicht eigenhändig.
Numidien wiederum wurde (nach einigen Teilungen) nach dem Ende der römischen Bürgerkriege durch die Vereinigung der Provinzen Africa nova und Africa vetus zur Provinz Africa proconsularis. Dies geschah über 200 Jahre vor den im Film dargestellten Ereignissen, daher ist es äußerst unwahrscheinlich, dass eine einzige Stadt sich so lange ihre Unabhängigkeit bewahrt hätte. Der historische Jugurtha wurde bereits 300 Jahre zuvor als Kriegsgefangener in Rom in einem Triumphzug mitgeführt und anschließend getötet.
Der Arenasprecher kündigt vor der nachgestellten Seeschlacht von Salamis an, dass in dieser die Trojaner die persischen Horden zurückgeschlagen hätten. Troja hatte jedoch nichts mit dieser Schlacht zu tun, denn die Perser wurden von einem Verband vieler griechischer Stadtstaaten besiegt, darunter u. a. Athen (die Rüstung der Gladiatoren auf dem Schiff scheint von den athenischen inspiriert zu sein) und Sparta (das Schiff ist mit dem als Spartas Symbol geltenden griechischen Buchstaben Lambda verziert).

### Einspielergebnis
Am Startwochenende verzeichnete Gladiator II mit internationalen Einnahmen aus Kinovorführungen in Höhe von rund 87 Millionen US-Dollar den finanziell erfolgreichsten Kinostart aller Filme von Regisseur Ridley Scott. In den Vereinigten Staaten musste sich die Fortsetzung hingegen dem Musical Wicked geschlagen geben und belegte mit einem Einspielergebnis von rund 55,5 Millionen US-Dollar nur den zweiten Platz der US-amerikanischen Kino-Charts. Die weltweiten Einnahmen aus Kinovorführungen belaufen sich auf 462,2 Millionen US-Dollar, von denen der Film allein 172,4 Millionen im nordamerikanischen Raum erwirtschaftete. In Deutschland verzeichnete Gladiator II insgesamt 1.202.014 Kinobesucher; in Österreich weitere 222.933.

### Auszeichnungen
| AACTA International Awards 2025 - Nominierung als Bester Nebendarsteller (Denzel Washington) African-American Film Critics Association Awards 2024 - Aufnahme in die Top-Ten-Filme Alliance of Women Film Journalists Awards 2024 - Nominierung als Bester Nebendarsteller (Denzel Washington) - Nominierung für die Beste Stunt-Performance (Nikki Berwick) Annie Awards 2025 - Nominierung für die Besten Figurenanimationen in einem Live-Action-Film Art Directors Guild Awards 2025 - Nominierung für das Beste Szenenbild in einem Historienfilm (Arthur Max) Artios Awards 2025 - Nominierung für das Beste Casting in einem Filmdrama (Kate Rhodes James) Black Reel Awards 2025 - Nominierung als Bester Nebendarsteller (Denzel Washington) British Academy Film Awards 2025 - Nominierung als Bester britischer Film - Nominierung für den Besten Ton (u. a. Paul Massey) - Nominierung für die Besten visuellen Effekte (u. a. Neil Corbould) Critics’ Choice Movie Awards 2025 - Nominierung als Bester Nebendarsteller (Denzel Washington) - Nominierung für das Beste Szenenbild (Arthur Max, Jille Azis & Elli Griff) - Nominierung für die Besten Kostüme (David Crossman & Janty Yates) - Nominierung für die Besten visuellen Effekte (u. a. Neil Corbould) Critics’ Choice Super Awards 2025 - Nominierung als Bester Filmbösewicht (Denzel Washington) Golden Globe Awards 2025 - Nominierung als Cinematic and Box Office Achievement - Nominierung als Bester Nebendarsteller (Denzel Washington) Indiana Film Journalists Association Awards 2024 - Nominierung als Bester Nebendarsteller (Denzel Washington) | Kansas City Film Critics Circle Awards 2025 - Nominierung als Bester Nebendarsteller (Denzel Washington) - Nominierung für die Beste Kamera (John Mathieson) London Critics’ Circle Film Awards 2025 - Nominierung als Bester Nebendarsteller (Denzel Washington) Make-Up Artists and Hair Stylists Guild Awards 2024 - Nominierung für das Beste historische Make-up - Nominierung für die Besten historischen Frisuren NAACP Image Awards 2025 - Nominierung als Bester Nebendarsteller (Denzel Washington) National Board of Review Awards 2024 - Aufnahme in die Top-Ten-Filme Oscarverleihung 2025 - Nominierung für die Besten Kostüme (Janty Yates & David Crossman) Satellite Awards 2024 - Auszeichnung für das Beste Szenenbild (Arthur Max, Jille Azis & Elli Griff) - Auszeichnung für die Besten visuellen Effekte - Nominierung als Bester Nebendarsteller (Denzel Washington) - Nominierung für die Beste Kamera (John Mathieson) - Nominierung für den Besten Schnitt (Sam Restivo & Claire Simpson) - Nominierung für die Besten Kostüme (Janty Yates) - Nominierung für den Besten Ton Screen Actors Guild Awards 2025 - Nominierung als Bestes Stuntensemble Society of Composers & Lyricists Awards 2025 - Nominierung für die Beste Filmmusik in einem Studiofilm (Harry Gregson-Williams) Toronto Film Critics Association Awards 2024 - Runner-up als Bester Nebendarsteller (Denzel Washington) VES Awards 2025 - Nominierung für die Beste Umgebung in einem Realfilm (Rom) - Nominierung für das Beste Modell (Kolosseum) |

## Fortsetzung
Noch vor der Veröffentlichung von Gladiator II verkündete Regisseur Ridley Scott im Oktober 2024, dass er bereits am Drehbuch zu einem dritten Teil arbeite.